# Дітріх Крайсс
Дітріх Крайсс (нім. Dietrich Kraiß; 16 листопада 1889, Штутгарт — 2 серпня 1944) — німецький воєначальник, генерал-лейтенант вермахту. Кавалер Лицарського хреста Залізного хреста з дубовим листям.

## Біографія
Учасник Першої світової війни. Після демобілізації армії залишений в рейхсвері, служив в піхоті. З 11 жовтня 1937 року — командир 90-го мотопіхотного полку 20-ї мотопіхотної дивізії. Учасник Польської і Французької кампаній. З 8 липня 1941 по 9 березня 1943 року — командир 168-ї піхотної дивізії. Учасник Німецько-радянської війни, відзначився у боях під Воронежом. З 14 травня 1943 року — командир 355-ї, з 6 листопада 1943 року — 352-ї піхотної дивізії. Смертельно поранений в бою і то ж дня помер.

## Звання
- Лейтенант (24 березня 1909)
- Оберлейтенант (18 червня 1915)
- Гауптман (15 липня 1918)
- Майор (1 березня 1931)
- Оберстлейтенант (1 вересня 1934)
- Оберст (1 березня 1937)
- Генерал-майор (1 лютого 1941)
- Генерал-лейтенант (1 жовтня 1942)

## Нагороди
- Орден Церінгенського лева, лицарський хрест 2-го класу з мечами (15 вересня 1914)
- Залізний хрест
  - 2-го класу (18 вересня 1914)
  - 1-го класу (7 червня 1915)
- Золота медаль «За військові заслуги» (Вюртемберг) (17 листопада 1914)
- Орден «За військові заслуги» (Вюртемберг), лицарський хрест (21 червня 1915)
- Нагрудний знак «За поранення» в чорному
- Королівський орден дому Гогенцоллернів, лицарський хрест з мечами (9 жовтня 1918)
- Почесний хрест ветерана війни з мечами
- Медаль «За вислугу років у Вермахті» 4-го, 3-го, 2-го і 1-го класу (25 років)
- Медаль «У пам'ять 1 жовтня 1938»
- Застібка до Залізного хреста
  - 2-го класу (18 вересня 1939)
  - 1-го класу (3 жовтня 1939)
- Німецький хрест в золоті (28 лютого 1942)
- Лицарський хрест Залізного хреста з дубовим листям
  - лицарський хрест (№ 1 047; 23 липня 1942)
  - дубове листя (№ 549; 11 серпня 1944)
- Медаль «За зимову кампанію на Сході 1941/42»
- Відзначений у Вермахтберіхт
  - «У важких боях в місцях висадки ворожого десанту і при знищенні ворожих парашутно-десантних військ в тилу відзначились 736-й рейнсько-вестфальський гренадерський полк оберста Круга, 352-га піхотна дивізія генерал-лейтенанта Крайсса і 6-й парашутний полк майора фон дер Гейдте.» (11 червня 1944)